# Polypauropus duckensis
Polypauropus duckensis är en mångfotingart som beskrevs av Ulf Scheller 1999. Polypauropus duckensis ingår i släktet Polypauropus och familjen Polypauropodidae. Inga underarter finns listade i Catalogue of Life.